# Cùi dừa khô

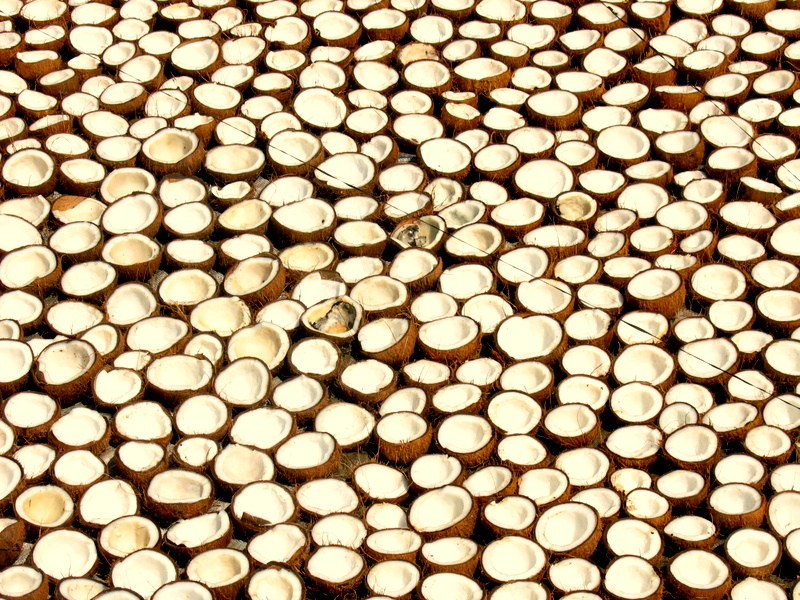
Dừa phơi khô ngoài nắng ở Kozhikode, Kerala, Ấn Độ.

Cùi dừa khô là phần cùi của trái dừa đem sấy khô theo cách thức thủ công hoặc bằng thiết bị chuyên dụng. Sản phẩm này có giá trị vì là nguyên liệu chế ra dầu dừa, làm bánh, mứt, kẹo và phụ phẩm có thể làm thức ăn chăn nuôi gia súc hoặc làm phân bón.

## Sản xuất

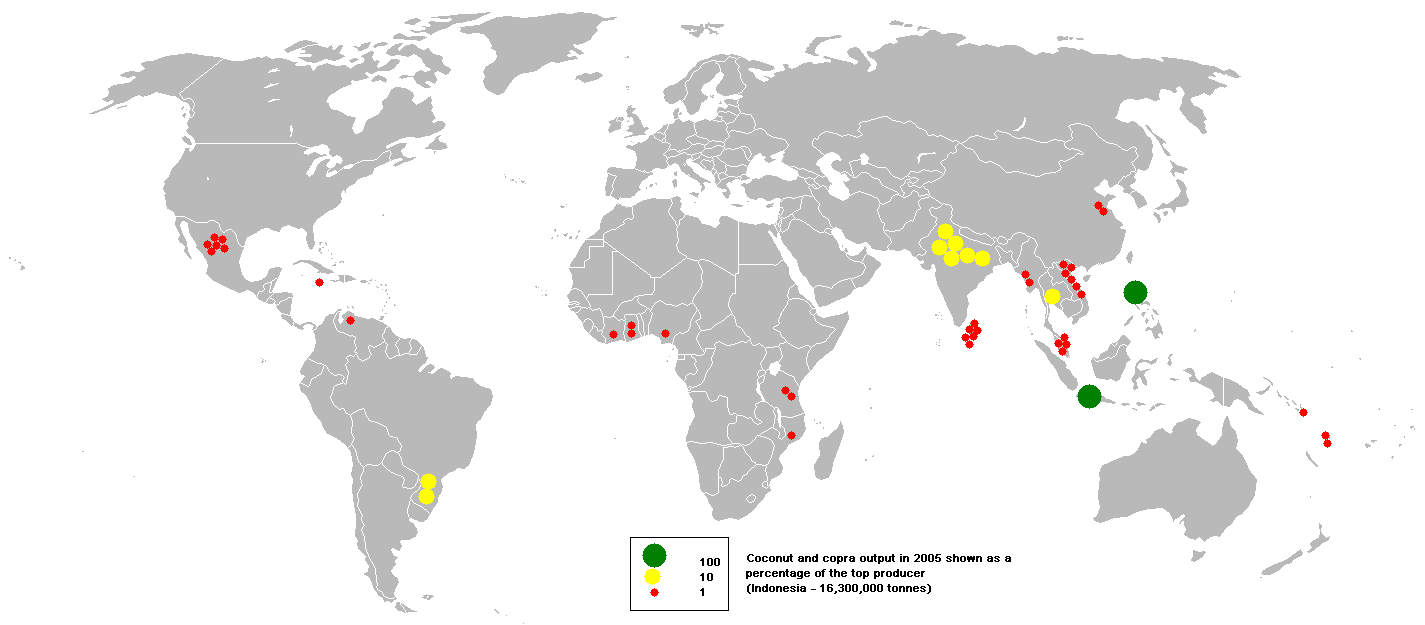
Xuất xứ của sản lượng cùi dừa khô năm 2005.

Cách thức làm dầu dừa truyền thống vào thế kỷ 19 là nạo cùi dừa khô ra rồi đem đun với nước. Muốn có đủ cùi dừa, các thương thuyền ngày xưa phải ghé nhiều nơi để thu mua.
Lượng sản xuất cùi dừa ngày nay thường phụ thuộc vào các đồn điền canh tác. Đây cũng là nơi tiến hành công đoạn nạo lấy cơm và sấy cho khô. Cùi dừa khô sau đó đem nghiền ra rồi ép lấy sản phẩm chính là dầu dừa. Phần bã thì đem đóng thành bánh để dùng làm thức ăn gia súc. Vì lượng đạm và dầu cao, loại thức ăn này chóng vỗ béo gia súc.
Cùi dừa khô là mặt hàng xuất cảng qua trọng của Indonesia, Philippines, Quần đảo Solomon, Vanuatu, Kiribati, Tuvalu và một số quốc gia vùng Caribe.